# Ayman Nahas
Pour les articles homonymes, voir Nahas.
Ayman Nahas (en arabe ايمن نحاس, en hébreu,  אימן נחאס) est un acteur arabe israélien de cinéma et de théâtre, également dramaturge.
En 2006, il travaille au Théâtre de la Liberté fondé à Jénine par Juliano Mer-Khamis.

## Filmographie
- 2010 :  Téléphone arabe  (Ish lelo selolari) de Sameh Zoabi : Sami, le policier
- 2006 : Palestine, Summer 2006 de Rowan Al Faqih, Ahmad Habash, Riyad Ideis, Enas I. Muthaffar et May Odeh : Spectateur de télévision
- 2005 : Chronika Ktzara Shel Mahala d’Eran Koblik Kedar : Basel
- 2005 : Adam & Eve (TV), dans la série God's Stories : Adam
- 2005 : David (TV), dans la série God's Stories : Saül
- 2005 : The last Judge (Le dernier juge), dans la série God's Stories : Saül
- 2004 : Joseph the dreamer (Joseph le rêveur, TV), dans la série God's Stories : Juda

## Théâtre (partiel)

### Auteur
- 2006 : Coraba, Trani, Italie

### Acteur
- 2006 : Jouha and Bahloul, Théâtre de la Liberté, Jénine